# Estorninho-metálico
O Estorninho-metálico (Lamprotornis nitens) é uma espécie de passeriforme da família Sturnidae.
Pode ser encontrada nos seguintes países: Angola, Botswana, República do Congo, Gabão, Lesoto, Moçambique, Namíbia, África do Sul, Essuatíni, Zâmbia e Zimbabwe.